# Stade Vitorino Gonçalves Dias
Le Stade Vitorino Gonçalves Dias (en portugais : Estádio Vitorino Gonçalves Dias), également surnommé VGD et auparavant connu sous le nom de Stade municipal (en portugais : Estádio Municipal), est un stade de football brésilien situé dans la ville de Londrina, dans l'État du Paraná.
Le stade, doté de 10 000 places et inauguré en 1956, servait d'enceinte à domicile aux équipes de football du Londrina Esporte Clube et de l'Esporte Clube Recreativo Operário da Vila Nova.
Le stade porte le nom de Vitorino Gonçalves Dias, un professeur d'éducation physique et un des pionniers du sport à Londrina mort en 1954.

## Histoire
Le terrain où doit se construire le stade appartient alors dans les années 1940 à la famille Mortari, propriétaire d'une scierie. Il accueille alors à cette époque l'ECRO Vila Nova.
La construction du stade débute en 1947 (sur un terrain qui accueillait déjà les sportifs de la ville) pour s'achever neuf ans plus tard en 1956. La zone appartient alors à la société britannique Companhia de Terras Norte do Paraná (qui passe ensuite sous le contrôle de la municipalité de Londrina au début des années 1950).
Il est inauguré le 24 juin 1956 lors d'un match nul 1-1 entre les locaux du Londrina EC et les Corinthians-PP (le premier but au stade étant inscrit par Alaor Capela, joueur de Londrina). C'est lors de cette rencontre qu'a lieu le record d'affluence au stade (18 000 spectateurs).
C'est au VGD que le Londrina EC dispute pour la première fois un match de Série B le 28 octobre 1971, lors d'un match nul 1-1 contre l'América de Joinville.
Le 6 septembre 1990, le stade devient officiellement la propriété du Londrina EC.
À partir de 2016, le club n'utilise le stade que pour ses entraînements et pour les matchs de ses catégories de jeunes et féminine, et dispute désormais ses matchs à domicile au Stade municipal du Café,.